# P'ao-han-li Shan
P'ao-han-li Shan (engelska: Pauhunri) är ett berg i Indien, på gränsen till Kina. Det ligger i distriktet North District och delstaten Sikkim, i den nordöstra delen av landet. Toppen på P'ao-han-li Shan är 7 128 meter över havet.
P'ao-han-li Shan är den högsta punkten i trakten. Trakten runt P'ao-han-li Shan består i huvudsak av kala bergstoppar och isformationer.